# Sydney Conservatorium of Music
Il Sydney Conservatorium of Music (ex New South Wales State Conservatorium of Music o ‘The Con’) è una delle più antiche e prestigiose scuole di musica dell'Australia. Situato di fronte ai Sydney Royal Botanic Gardens, il Conservatorio incorpora una facoltà del Università di Sydney, la Conservatorium Open Academy basata sulla comunità e il Conservatorium High School.

## L'edificio Greenway
Originariamente commissionato nel 1815 come stalle per il progetto del Palazzo del Governo del New South Wales, l'edificio più antico del Conservatorio è stato progettato dall'architetto detenuto Francis Greenway. L'edificio, una struttura gotica con torrette, è stato descritto come un "palazzo per i cavalli" ed è una rappresentazione della visione romantica del governatore Lachlan Macquarie e delle tendenze architettoniche britanniche del tempo. Le scuderie, che si trovano vicino al pittoresco porto di Sydney, riflettono le tecniche costruttive e la gamma di materiali e competenze impiegate durante il primo progetto.

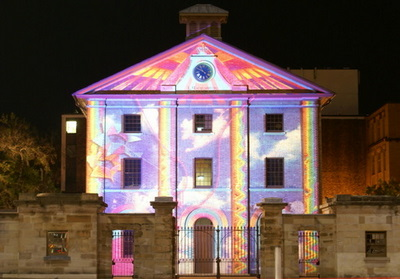
Il Conservatorio di Musica durante Macquarie Night Lights dal 23 novembre al 25 dicembre 2006

## Origini del Conservatorio
Nel 1915 il governo del NSW sotto William Holman stanziò £ 22.000 per la riqualificazione delle scuderie in una scuola di musica. Il NSW Conservatorio di Musica di Stato aprì il 6 marzo 1916 sotto la direzione del direttore d'orchestra e violinista belga Henri Verbrugghen, che era l'unico membro del personale dipendente. Obiettivi dichiarati dell'Istituto era "fornire un corso di un livello almeno pari a quelli dei principali Conservatori europei" e "proteggere i semplici dilettanti contro la frequente perdita di tempo e di denaro derivanti dalla frequenza non sistematica delle lezioni". Il riferimento a norme europee e la nomina di un direttore europeo non fu senza discussioni al momento, ma la critica si placò rapidamente. A detta di tutti, Verbrugghen era estremamente energico: Joseph Post, che fu lui stesso direttore in seguito, lo descrisse come "una dinamo regolare e il tipo di uomo di cui ti accorgi immediatamente nel momento in cui entra nella stanza". Le iscrizioni del primo anno furono buone con 320 studenti "unico studio" e un piccolo contingente di studenti a tempo pieno, essendoci le prime lauree-diploma quattro anni più tardi. Una scuola superiore specializzata, il Liceo Conservatorio fu fondata nel 1918, creando un modello per l'educazione musicale attraverso la scuola secondaria, terziaria e parti della comunità, che è sopravvissuto fino ad oggi.
L'impatto di Verbrugghen fu incisivo ma più breve di quanto si fosse sperato. Quando fece una richiesta al governo del NSW che pagasse stipendi separati per il suo lavoro artistico, come direttore d'orchestra, da allora La NSW State Orchestra e per il suo lavoro educativo come Direttore del Conservatorio, il governo ritirò le sue sovvenzioni sia per l'orchestra che per il quartetto d'archi che Verbrugghen aveva installato. Si dimise nel 1921 dopo aver preso l'Orchestra del Conservatorio di Melbourne in Nuova Zelanda.
Il Conservatorio fu la sede della prima orchestra a tempo pieno in Australia, composta sia dai musicisti professionisti che dagli studenti del Conservatorio. L'orchestra rimase la principale di Sydney per gran parte degli anni 1920, accompagnando molti artisti portati in Australia dal produttore J. C. Williamson, tra cui il leggendario violinista Jascha Heifetz, che donò i soldi per la biblioteca del Conservatorio per le parti orchestrali. Tuttavia, durante l'ultima parte della gestione del successore di Verbrugghen, Dr. W. Arundel Orchard (direttore dal 1923 al 1934), ci furono tensioni con un altro organismo professionale emergente, la "ABC Symphony Orchestra", poi diventata la Sydney Symphony Orchestra, guidata dal giovane, ambizioso ed energico Bernard Heinze, direttore generale della musica per la nuova Commissione Australiana per le Trasmissioni Radio del governo federale.
Nel 1935, sotto Edgar Bainton (direttore dal 1934 al 1948), fu fondata la Scuola d'Opera del Conservatorio, che in seguito eseguì opere come Falstaff e Otello di Verdi, I maestri cantori di Norimberga e La Valchiria di Wagner e di Debussy Pelléas et Mélisande, tra le altre. Sotto Sir Eugene Goossens (direttore dal 1948 al 1955), l'opera presso il Conservatorio diede un contributo importante a quello che il ricercatore Roger Covell ha descritto come "gli anni più produttivi della storia della produzione locale di opera ...". Anche se fu il musicista più importante ad aver ricoperto la carica di direttore, l'incarico a Goossens non fu senza polemiche. A parte lo scandalo internazionale che circondò la sua partenza nel 1956, si disse che Goossens,  durante la sua direzione, avesse canalizzato i migliori musicisti dell'Orchestra del Conservatorio nella Sydney Symphony Orchestra (di cui era contemporaneamente Direttore Principale), lasciando solo un gruppo di studenti del Conservatorio. Sciolse i cori e diverse formazioni da camera e, alcuni sostenevano, tendeva ad ignorare le questioni amministrative. Richard Bonynge, tuttavia, che si diplomò nel 1950, riteneva che fosse stato Goossens a trasformare il Conservatorio in un istituto di livello mondiale, alzando gli standard e impegnando gli studenti con sofisticate composizioni del XX secolo (in particolare quelle di Debussy e Ravel).

## Espansione e riforme

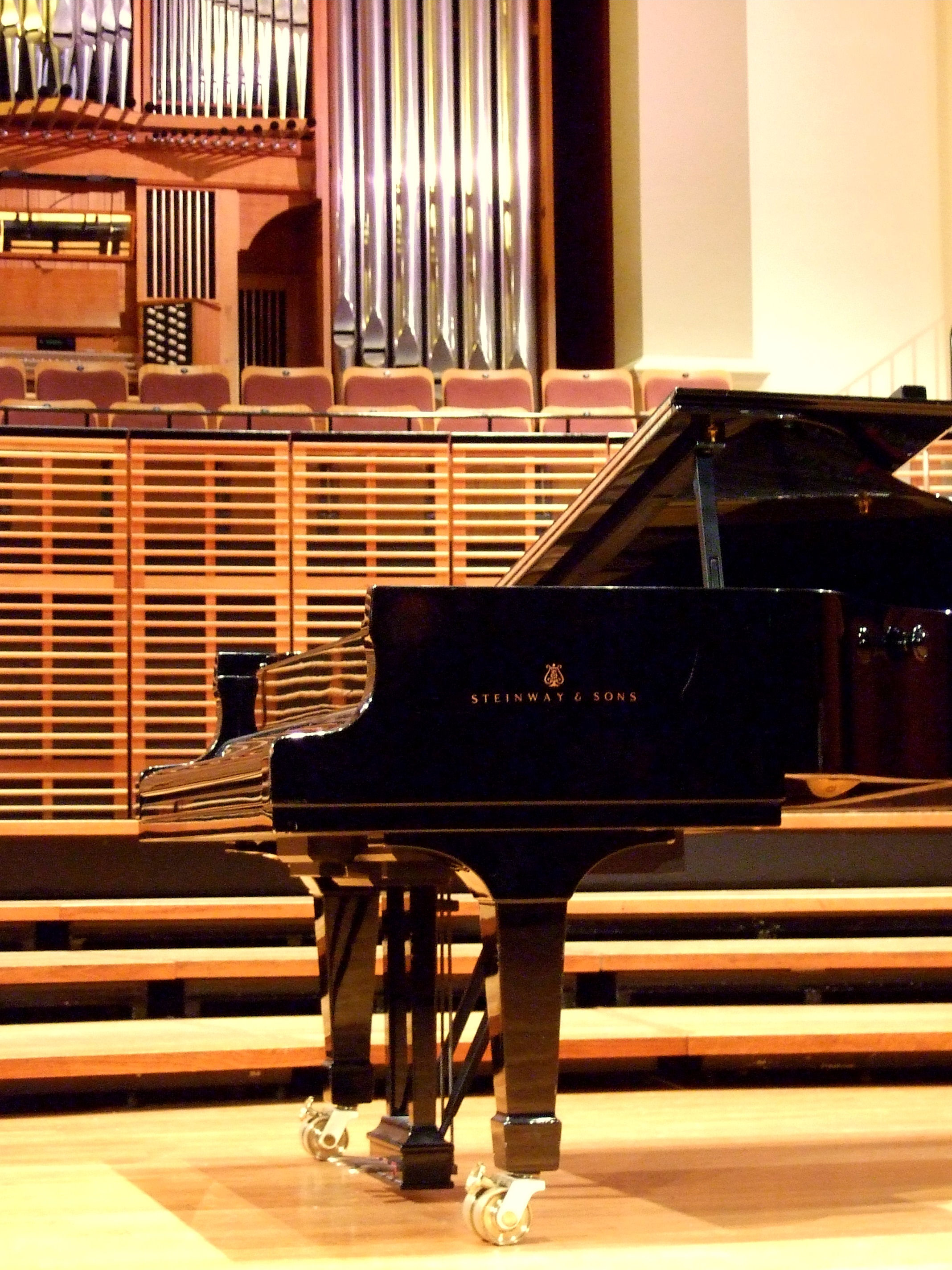
La Verbrugghen Hall, dal nome del primo direttore del Conservatorio

Sotto la direzione di Rex Hobcroft (1972-1982), il Conservatorio ha adottato il profilo educativo moderno riconosciuto oggi. Fu realizzata la visione di Hobcroft di una "Università della Musica", in cui discipline musicali specializzate, comprese le esecuzioni di musica classica e di jazz, l'educazione musicale, la composizione e la musicologia si arricchiscono l'un l'altra.
Nel 1990, come parte delle riforme Dawkins, il Conservatorio si è amalgamato con l'Università di Sydney e fu ribattezzato Sydney Conservatorium of Music.
Una revisione del 1994 del Sydney Conservatorium da parte dell'Università di Sydney ha comportato una raccomandazione Che i negoziati con il governo dello Stato del NSW su sistemazione adatta permanente per il Conservatorio dovessero essere perseguiti come una questione urgente.
Come nel 1916, una vasta gamma di siti sono stati considerati, molti dei quali controversi. Nel maggio 1997, 180 anni dopo che il governatore Macquarie aveva posato la prima pietra per l'edificio Greenway, Il premier dello Stato, Bob Carr annunciò un importante aggiornamento del Conservatorio, con l'obiettivo finale di creare una struttura di educazione musicale uguale o migliore di ogni altra cosa al mondo. Fu messa insieme una squadra per lavorare a questo progetto, con una conseguente complessa collaborazione tra i diversi dipartimenti governativi (in particolare il Dipartimento dell'Istruzione e Formazione e il Dipartimento dei Lavori Pubblici e Servizi), l'architetto del Governo, i consulenti acustici statunitensi della Kirkegaard Associates, gli architetti Daryl Jackson e Robin Dyke, gli utenti chiave rappresentati dal Presidente e il Decano del Conservatorio ed il preside del Liceo del Conservatorio, il Royal Botanic Gardens, il Domain Trust e molti altri.
Il processo di costruzione vide il trasferimento temporaneo delle attività prestazionali del Conservatorio, ed il Liceo del Conservatorio al Parco Tecnologico Australiano dal 1998 al 2001. Con le unità di composizione, educazione musicale e musicologia del Conservatorio ospitate in un edificio per uffici a Pitt Street, la possibilità (che era esistita dal 1970) di una scissione delle città universitarie, collegate da un'unica linea ferroviaria da Redfern a Wynyard, diventò grave.
Dall'epoca del trasferimento, l'edificio storico Greenway (le stalle del Governatore Macquarie), aveva ospitato gli studenti di musica più a lungo di quanto non avesse ospitato cavalli. Tuttavia, questa eredità era un problema delicato. La riqualificazione aveva restaurato lo storico edificio turrito di Greenway, eliminando le aggiunte più recenti per integrare in modo discreto, migliorare ed allargare lo spazio verde pubblico dei Royal Botanic Gardens. Per la città di Sydney questo fu un importante passo avanti verso il completamento della visione, prima accennata, dell'allora direttore del Conservatorio Eugene Goossens, nel 1947 quando aveva fatto pressioni a Joe Cahill (Ministro degli enti locali, in seguito Premier) per un'Opera House su Bennelong Point, per creare una zona di musica nella parte bassa di Macquarie Street. Per quanto riguarda il Conservatorio, esso fornisce servizi di elevata qualità acustica e architettonica per insegnare la musica alle comunità più diverse e per educare le future generazioni di interpreti, musicologi, compositori e insegnanti di musica.

## Commesse per il centenario
In occasione del centenario del Conservatorio nel 2015, si stanno commissionando 101 nuove opere, la cui diffusione è studiata in modo da rappresentare coloro che hanno dato forma alla musica nel corso degli ultimi 100 anni. La prima opera della serie è stata di John Corigliano Mr. Tambourine Man, basata sulla poesia di Bob Dylan, che è stata presentata in data 11 settembre 2009.

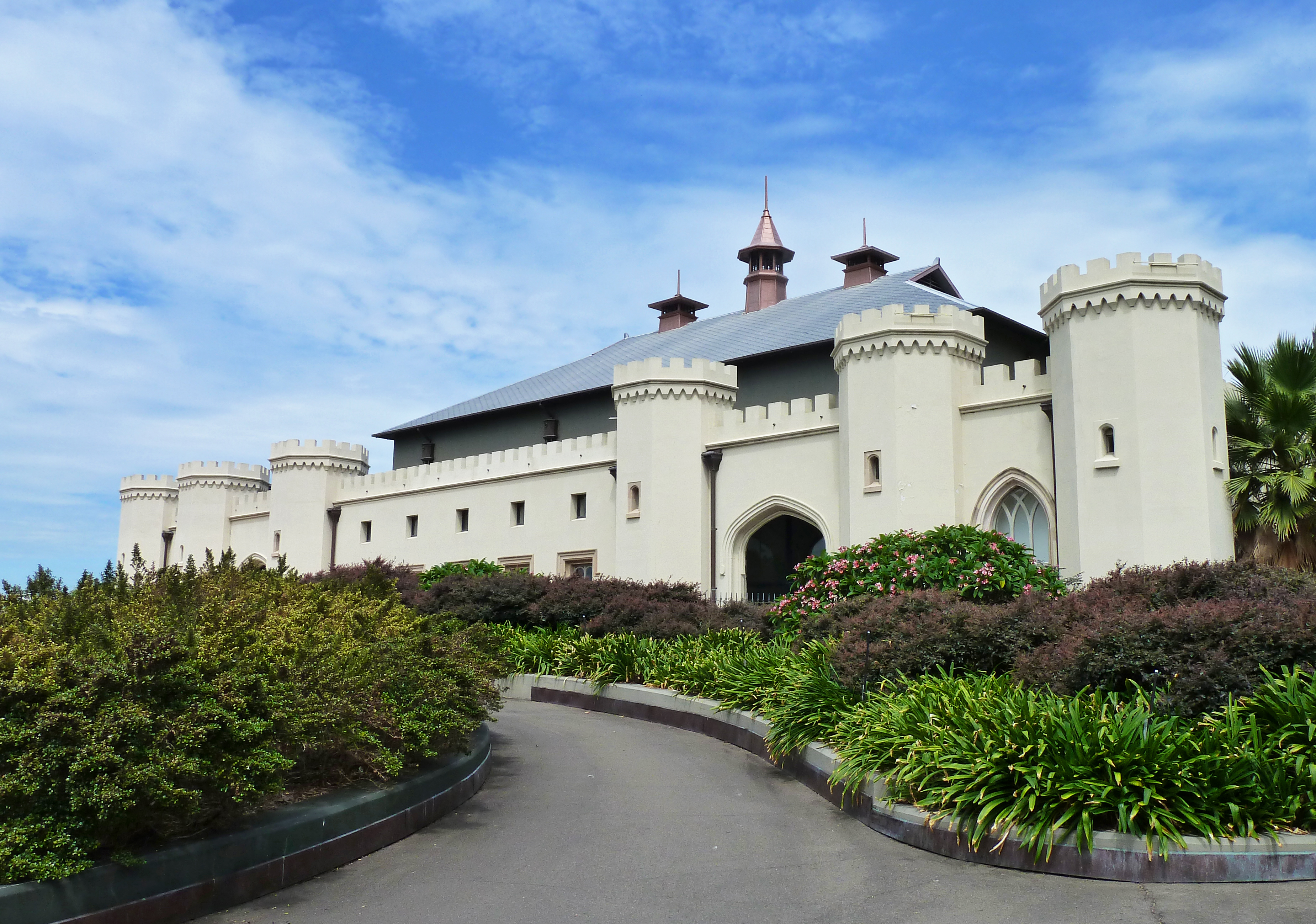
Conservatorio di Musica

## Direttori
- Henri Verbrugghen (1916-1921)
- W. Arundel Orchard (1923-1934)
- Edgar Bainton (1934-1948)
- Sir Eugene Goossens (1948-1955)
- Sir Bernard Heinze (Direttore 1957-1966)
- Joseph Post (1966-1971)
- Rex Hobcroft (1972-1982)
- John Painter (1982-1985)
- John Hopkins (1986-1991)

## Rettori
- Ronald Smart (1992-1994)
- Ros Pesman (1994-1995)
- Sharman Pretty (1995-2003)
- Professor Kim Walker (2004-2011)
- Karl Kramer (2012-2015)

## Presidi
- Sharman Pretty (1995-2003)
- Professor Kim Walker (2004-2011)
- Karl Kramer (2012-2015)